# Picardía mexicana (programa de televisión)
Picardía mexicana fue un programa de concurso y comedia, producido por Carla Estrada y emitido, entre 1997 y 2000, por la empresa Televisa, a través del Canal de las Estrellas.
El programa se transmitía los jueves a las 19:30 horas y desde el 8 de enero de 1998 hasta su final cambio de horario a las 22:00 horas.

## Argumento
Fue un programa unitario semanal conducido por la cantante Patricia Navidad y el actor René Casados, de media hora de duración, cuya columna vertebral consistía en un concurso musical en el que participaban personas de cualquier parte de la República Mexicana, mayores de siete años, quienes enviaban canciones existentes, con la peculiaridad de que la letra debía ser modificada en su totalidad, haciendo referencia a algún acontecimiento de interés público. Es decir, una crítica a manera de sátira en la que, haciendo uso de la muy particular picardía del mexicano, los letristas concursantes encontraban el lado amable o divertido a cualquier tipo de situaciones o problemas relacionados con la realidad de los mexicanos a manera de crítica social.  De estas canciones, tres eran elegidas para participar por programa, siendo interpretadas por un elenco musical de la producción.   Al final de la emisión el ganador era elegido por votación del público asistente en el estudio, otorgando también premios de compensación al segundo y tercer lugar.[cita requerida]
Tras algunas emisiones se agregaron adicionalmente concursos menores para el público, tales como responder preguntas del programa o enviar chistes - de los cuales el elegido era contado por un comediante que anunciaba al ganador - y también sketches de comedia en los que participaban actores que más tarde adquirieron mayor fama, como Adrián Uribe, Lorena de la Garza y Miguel Galván (que fueron parte del elenco protagonista del programa sucesor, La hora pico).  De la Garza y Galván también aparecían al inicio de cada emisión en un pequeño sketch representando a una pareja de televidentes, sirviendo esto como presentación del programa.[cita requerida]
Picardía mexicana tuvo su última transmisión el 31 de agosto de 2000, y en ella los conductores despidieron la emisión afirmando que regresaría al aire en el futuro; sin embargo, el unitario no volvió a transmitirse desde entonces debido a los derechos de autor de los temas musicales que se utilizaron, ya que estos eran autorizados por el tiempo que duró el programa al aire en su producción original.

## Elenco

### Conductores
- René Casados
- Patricia Navidad

### Entrevistadores
- Johnny Welch

### Cantantes
- Dalilah Polanco
- Sheyla Tadeo
- Liz Palafox
- Isadora González
- Armando Moreno
- Humberto Ramos
- Noemi Palafox